# Sylfidden
|  | Denne artikel er oprettet af botten PalnaBot ud fra en ekstern database. Den kan derfor have sproglige fejl eller mangler. Denne skabelon kan fjernes efter kontrol af indholdet. |

Sylfidden er en animationsfilm instrueret af Dorte Bengtson efter manuskript af Dorte Bengtson.